# ファルフェン
ファルフェン (ドイツ語: Farven) は、ドイツ連邦共和国ニーダーザクセン州のローテンブルク（ヴュンメ）郡に属す町村（以下、本項では便宜上「町」と記述する）で、ザムトゲマインデ・ゼルジンゲンの本部所在地である。

## 地理
この町はブレーマーフェルデの南東14kmに位置している。この町はファルフェン地区とビフーゼン地区からなる。両地区の間をベーファー川が流れている。

## 歴史
ファルフェンは1132年に Verwede として初めて文献に記録されている。

### 町村合併
以前はそれぞれ独立した自治体であったファルフェンとビフーゼンは1974年の市町村合併の一環として合併した。この町はザムトゲマインデ・ゼルジンゲンに属している。

## 行政

### 議会
この町の町議会は9議席からなる。

### 紋章
ファルフェンの紋章は青地で、銀の馬にまたがり金の槍でドラゴンを突き殺す金の甲冑をまとった聖ゲオルクが描かれている。これはファルフェンとビフーゼンが属したシュターデの聖ゲオルク修道院との関連を示している。ベーファー川を象徴する銀の波帯で隔てられた下部1/3には銀のハートと、その中に6つの突起を持つ星形が描かれている。これはビフーゼンを拠点とし、断絶したビフーゼン家の紋章に由来する。

## 引用
1. ↑  Landesamt für Statistik Niedersachsen, LSN-Online Regionaldatenbank, Tabelle A100001G: Fortschreibung des Bevölkerungsstandes, Stand 31. Dezember 2023